# Patterson-Stevenson-Fontaine-Syndrom
Das Patterson-Stevenson-Fontaine-Syndrom ist eine sehr seltene angeborene Form einer akrofazialen Dysostose kombiniert mit Extremitätenfehlbildungen wie einer Ektrodaktylie (Spaltfuß).
Synonyme sind: Patterson-Stevenson-Syndrom; englisch Split foot deformity-mandibulofacial dysostosis syndrome
Die Namensbezeichnung bezieht sich auf die Erstautoren der Erstbeschreibung aus dem Jahre 1964 durch die britischen Ärzte T. J. S. Patterson und A. C. Stevenson sowie aus dem Jahre 1974 durch die Franzosen G. Fontaine und Mitarbeiter.

## Verbreitung und Ursache
Die Häufigkeit wird mit unter 1 zu 1.000.000 angegeben, bislang wurde über 10 Betroffene berichtet. Die Vererbung erfolgt autosomal-dominant. Die Ursache ist bislang nicht bekannt.

## Klinische Erscheinungen
Klinische Kriterien sind:
- Manifestation im Neugeborenenalter
- Akrofaziale Dysostose mit mandibulärer Retrognathie, hinterer Gaumenspalte
- Auffälligkeiten der Ohrmuscheln
- Extremitätenfehlbildungen mit Spaltfuß und Syndaktylie

## Differentialdiagnose
Abzugrenzen sind andere Formen einer akrofazialen Dysostose.